# Wensleydale Railway
De Wensleydale Railway was van 1848 tot 1992 een 64 km lange normaalspoor-spoorlijn voor passagiers (tot 1954) en goederen in North Yorkshire, Engeland; momenteel is het een toeristische spoorweg, waarvan nu alleen nog het 35 km lange oostelijke deel in gebruik is.

## Geschiedenis

### Aanleg
Op 26 juni 1846 gaf het Britse parlement toestemming aan de Great North of England Railway en zijn opvolger, de York, Newcastle and Berwick Railway om een enkelspoors spoorverbinding aan te leggen tussen Station Northallerton en de plaats Bedale. Het eerste deel: het 9 km lage deel van Northallerton naar Leeming Bar, werd opgeleverd op 6 maart 1948. Het tweede deel dat zou lopen tot aan Bedale, werd niet aangelegd.
In 1853 kreeg de Bedale and Leyburn Railway een vergunning om de bestaande lijn door te trekken vanaf Leeming bar (via Bedale) tot aan Leyburn. Dit spoortraject, dat werd gefinancierd door particuliere landeigenaren, was 18½ km. lang. Het eerste deel werd in gebruik genomen op 1 februari 1855, en het tweede deel op 28 november van dat jaar voor goederenverkeer en op 19 mei 1856 voor passagiers.
Op 1 februari 1877 opende een volgend deel: van Leyburn naar Askrigg; het volgende deel, naar Hawes, opende op 1 augustus 1878 voor goederenvervoer, en enkele maanden later: op 1 oktober, werd het hele traject tot aan Garsdale ook voor passagiersvervoer in gebruik genomen. Op dat moment was de hele verbinding van Garsdale in het westen naar Northallerton in het oosten compleet.

### Verval en sluiting
Het gebruik van de lijn was marginaal; het voornaamste gebruik was het vervoer van melk en stenen. Op 26 april 1954 werd het personenvervoer over het hele traject gestaakt; alleen op het stukje van Garsdale naar Hawes reed tot 14 maart 1959 nog één trein. Op 27 april 1964 werd de spoorlijn helemaal buiten gebruik gesteld. Het deel ten westen van Redmire is grotendeels ontmanteld, en veel bruggen zijn in 1965 gesloopt.
Het oostelijke deel bleef nog in gebruik tot 1982, en daarna reden er nog tot 1992 incidenteel goederentreinen naar Redmire. Tot aan de jaren 1990 gingen nog enkele excursietreinen naar Redmire.

### Renovatie
In 1990 werd de Wensleydale Railway Association (WRA) opgericht met het doel om het passagiersvervoer op dit traject in ere te herstellen. Daarnaast had de Britse defensie belangstelling voor deze lijn vanwege faciliteiten in Redmire. Zodoende werd de lijn in juli 1996 door defensie in gebruik genomen.
Passagiersvervoer begon op 4 juli 2003, met ritten naar de stations Leeming Bar en Leyburn. In 2004 werden daaraan de stations van Bedale, Finghall en Redmire toegevoegd. In 2010 werd een wisselplaats in gebruik genomen ter plaatse van het voormalige Constable Burton-station, waardoor het mogelijk werd twee treinen in tegengestelde richtingen te laten rijden. In 2014 werd station Scruton heropend, en er werd een nieuw station Northallerton West gebouwd.

## Economie
Er liggen plannen om het resterende, 29 km lange traject van Redmire tot aan Garsdale ook te herstellen, zodat daar weer een aansluiting ontstaat op de Settle & Carlisle Line. Er is berekend dat alleen al het doortrekken van de dienstregeling naar Aysgarth (nog geen 5 km), een half miljoen pond aan extra kaartverkoop zou opleveren en £3,1 miljoen extra inkomsten voor de lokale economie. Een probleem is dat het station Aysgarth en het spoor ter plaatse in bezit zijn van een particulier.
In 2016 werd berekend dat deze spoorweg meer dan 50.000 mensen per jaar vervoert, en dat voor elke pond die aan het reizen per spoor wordt uitgegeven, het viervoudige wordt besteed in de plaatsen langs de route.

## Trekkend materieel
| nummer & naam    | omschrijving | geschiedenis en huidige status | kleurstelling  | eigena(a)r(en)                              | bouwjaar | foto |
| ---------------- | ------------ | ------------------------------ | -------------- | ------------------------------------------- | -------- | ---- |
| No. 69023 'Joem' | klasse J72   | in revisie                     | BR Apple Green | North Eastern Locomotive Preservation Group | 1951     |      |
| No. 92219        | klasse 9F    | te restaureren                 | n.v.t.         | particuliere eigenaar                       | 1959     |      |
| No. 65894        | klasse J27   | operationeel                   |                | North Eastern Locomotive Preservation Group |          |      |

Andere stoomlocomotieven die op dit traject hebben gereden:
- Standard 4 Tank No. 80105
- King Arthur klasse No. 30777 'Sir Lamiel'
- GWR 56xx klasse No. 5643
- LNER klasse A4 4464 'Bittern'
- LNER Gresley K4 61994 'The Great Marquess'
- LNER Thompson/Peppercorn klasse K1 No. 62005
- Hudswell Clarke No. 20 'Jennifer'
- SR Merchant Navy klasse 35018, British India Line

| nummer & naam                               | omschrijving           | geschiedenis en huidige status | kleurstelling          | eigena(a)r(en)                | bouwjaar | foto |
| ------------------------------------------- | ---------------------- | ------------------------------ | ---------------------- | ----------------------------- | -------- | ---- |
| No. 03144 (D2144)                           | British Rail klasse 03 | te restaureren                 | BR Rail blue           | ministerie van defensie       | 1960     |      |
| No. 20166 (D8166)                           | British Rail klasse 20 | operationeel                   | HNRC orange            | Harry Needle Railroad Company | 1966     |      |
| No. 20169 (D8169)                           | British Rail klasse 20 | te restaureren                 | BR Green               | particuliere eigenaar         | 1966     |      |
| No. 25313 (D7663)                           | British Rail klasse 25 | te restaureren                 | BR Rail Blue           | Harry Needle Railroad Company | 1964     |      |
| No. 37146 (D6846)                           | British Rail klasse 37 | te restaureren                 | Dutch Civil Engineers  | Colas Rail                    | 1963     |      |
| No. 37250 (D6950)                           | British Rail klasse 37 | in restauratie                 | Transrail              | particuliere eigenaar         | 1964     |      |
| No. 37674 (D6869, 37169)                    | British Rail klasse 37 | operationeel                   | Railfreight Red Stripe | particuliere eigenaar         | 1963     |      |
| No. 47715 'Haymarket' (voorheen 'Poseidon') | British Rail klasse 47 | operationeel                   | Network SouthEast      | Harry Needle Railroad Company | 1966     |      |
| No. 47785 'Fiona Castle'                    | British Rail klasse 47 | te restaureren                 | EWS Maroon/Goud        | particuliere eigenaar         | 1965     |      |

- dieseltreinstellen
  - British Rail klasse 101 unit 51210+53746, 101678 (te restaureren)
  - British Rail klasse 101 unit 50256+56343 (in reparatie)
  - British Rail klasse 108 unit 51572+56274 (te restaureren)
  - British Rail klasse 117 wagens 51400+59509 (in gebruik) en 59500 (opgeslagen)
  - British Rail klasse 121 unit 121032, 55032 'Bubble Car' (operationeel)
  - BREL experimentele railbus, LEV 1 RDB975874 (te repareren)
  - British Rail klasse 117 DMBS 51353, in bezit van de Leeming Bar Residents Association; deze wordt omgebouwd tot een statisch buurthuis.

- Elektrisch treinstel
  - British Rail klasse 421 restauratierijtuig 69335, ex-unit 2209 (statisch buffet)